# Longmont
Longmont es una ciudad ubicada en el condado de Boulder en el estado estadounidense de Colorado. En el año 2000 tenía una población de 85.928 habitantes y una densidad poblacional de 1.260,5 personas por km².

## Geografía
Longmont se encuentra ubicada en las coordenadas 40°10′18″N 105°6′33″O / 40.17167, -105.10917.

## Demografía
Según la Oficina del Censo en 2000 los ingresos medios por hogar en la localidad eran de $51.174, y los ingresos medios por familia eran $58.037. Los hombres tenían unos ingresos medios de $40.978 frente a los $29.582 para las mujeres. La renta per cápita para la localidad era de $23.409. Alrededor del 7,8% de la población estaba por debajo del umbral de pobreza.